# They all came out to Montreux
They all came out to Montreux ist eine dreiteilige Dokumentar-Miniserie des britischen Regisseurs Oliver Murray aus dem Jahr 2021 über das Montreux Jazz Festival und die Lebensgeschichte des Festivalgründers Claude Nobs. Sie wurde 2022 zum ersten Mal im Schweizer Fernsehen gezeigt.

## Handlung
Die Dokumentation erzählt die Geschichte des im Jahr 1967 ins Leben gerufenen Montreux Jazz Festival. Im Mittelpunkt steht Claude Nobs, der als Mitarbeiter des Fremdenverkehrsbüros von Montreux die Idee hatte, in dem gemächlichen Touristenort ein kleines Jazzfestival zu veranstalten.
Die erste Episode der Dokumentation zeigt Nobs Lebensweg über seine Ausbildung als Koch und seinen Start als Buchhalter im Tourismusbüro von Montreux. Er überzeugt den Leiter des Tourismusbüros, 10.000 Franken in das Festival zu investieren. In der Folge fliegt er in die USA, um dort Künstlerinnen und Künstler für ein erstes Festival zu gewinnen. Später öffnet er das Festival für Interpreten aus den Sparten Rock und Pop. Die Episode endet mit dem Feuer im Casino am 4. Dezember 1971, in dessen Verlauf das historische Gebäude vollständig niederbrennt. In dieser Episode zu sehen und hören sind unter anderen Aretha Franklin, Les McCann und Eddie Harris, Nina Simone, Ella Fitzgerald, Ten Years After, Led Zeppelin, Santana, Roberta Flack und Deep Purple.
Die zweite Episode fokussiert auf die im Jahr 1975 von Anita Kerr und Alex Grob im Zuge des Casino-Wiederaufbaus eingerichteten Mountain Studios, die eine ganz neue Generation von Musikern anzogen, darunter David Bowie, Queen und die Rolling Stones. In dieser Episode zu sehen und hören sind u. a. Carole King, Muddy Waters, Monty Alexander, Etta James, Gilberto Gil, King Sunny, David Bowie, Freddie Mercury, Talking Heads, Van Morrison und James Brown.
Die dritte Episode behandelt, wie sich das Festival für neue Klänge wie Elektro, Indie-Rock und Rap öffnet. In dieser Episode sind unter anderen zu hören: Marvin Gaye, George Clinton, Buddy Guy, Herbie Hancock, Ray Charles, Miles Davis, Sting, The Roots, ZZ Top, David Bowie, Alicia Keys, Prince und Wyclef Jean.
Der Titel der Dokumentation bezieht sich auf die erste Zeile aus dem Deep-Purple-Hit Smoke on the Water und wendet sie aus der subjektiven Perspektive der Band in die Außensicht: Ursprünglich lautete die Zeile „We all came out to Montreux“. Das Lied bezieht sich auf den Casinobrand, der während eines Konzerts von Frank Zappa ausbrach.

## Entstehung

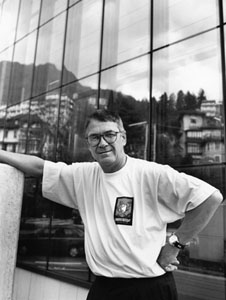
Claude Nobs, fotografiert von Erling Mandelmann

They All Came Out To Montreux ist der dritte Dokumentarfilm von Oliver Murray, der bereits Dokumentationen über Ronnie Scott, den Gründer des gleichnamigen Jazzclubs, und über Bill Wyman, den Bassisten der Rolling Stones, gemacht hat. Murray berichtete, dass er im Gespräch mit Wyman zum ersten Mal den Namen Montreux hörte: „Bill Wyman sagte mir, dass der grösste Moment seiner Karriere der Auftritt beim Montreux Jazz Festival mit seinen Vorbildern Muddy Waters und Buddy Guy gewesen sei. So entdeckte ich die verrückten Ausmasse des audiovisuellen Archivs von Montreux.“
Die Dokumentation entstand in einer internationalen Koproduktion und verwendete grösstenteils bislang unveröffentlichte Aufnahmen aus den audiovisuellen Archiven von Montreux Sounds, dem Schweizer Radio und Fernsehen sowie der Stiftung des Montreux Jazz Festival. Die Interviews mit den Künstlerinnen und Künstlern und Angehörigen von Claude Nobs wurden an verschiedenen Orten auf der ganzen Welt geführt. Die Produktion wurde zwischen der Schweiz, London, Paris und Sydney koordiniert. Die Dokumentation ist in der Grössenordnung die bisher umfassendste über die Geschichte von Claude Nobs und dem Montreux Jazz Festival, wobei die Produzenten noch die besondere Herausforderung der Coronakrise zu bewältigen hatten.

## Veröffentlichung
Die Dokumentar-Miniserie wurde als Weltpremiere am 20. März 2022 auf RTS 2 ausgestrahlt. Seitdem ist sie in der Mediathek bei Play Suisse verfügbar.

## Rezeption
Fernsehserien.de lobte, die Dokumentation ermögliche es, anhand vieler unveröffentlichter Bilder, neuer Interviews und von über 30 Konzertausschnitten in ein halbes Jahrhundert Musikgeschichte einzutauchen. Ähnlich auch Jazz thing; dort wurde zudem darauf verwiesen, dass der Film auch den Werdegang von Nobs darstelle, ohne jedoch die Herausforderungen zu vergessen, denen er sich in einer Gesellschaft stellen musste, die seinen Projekten und seiner Person oftmals feindselig gegenüber stand.
Martin Risel wies im Deutschlandfunk darauf hin, dass die Dokumentation kaum über die Zeit nach Nobs Tod hinausgehe. Seitdem leite Mathieu Jaton, der Ziehsohn von Nobs, das Festival, der anders als Nobs keine „Künstlerseele“ habe. Risel meinte, die Doku füttere die Nostalgie und den Mythos um Nobs. Trotzdem klammere die Doku Kritik nicht aus. So gehe sie auf die Öffnung des Festivals für Pop und Rock ein, was im Ort umstritten gewesen sei. Risel empfiehlt die Dokumentation wegen der vielen besonderen Konzertmomente, die nachzuerleben seien, und wegen des Einblicks in die Entwicklung der Musikindustrie, die Montreux mitverändert habe.